# Okręg Pomorze Narodowych Sił Zbrojnych
Okręg XI Pomorze NSZ – jeden z okręgów w strukturze organizacyjnej Narodowych Sił Zbrojnych (NSZ).
Żołnierze wywodzący się ze Związku Jaszczurczego nie podporządkowali się decyzji  o scaleniu z Armią Krajową. Stworzyli oni organizację NSZ-OP. 1 kwietnia 1945 r. przedwojenne województwo pomorskie i Gdańsk zostały wydzielone jako Obszar I Pomorze. Faktyczną działalność podjął tylko Okręg Pomorze. Okręg liczył ok. 100-200 osób zorganizowanych w luźnej siatce. Prowadzono działalność propagandową, wydawniczą i wywiadowczą. 
W listopadzie 1945 r. okręg  podzielony został na dwie części: 
Grupa Pomorze (województwo bydgoskie) - dowódca Roman Skiba
Grupa Wybrzeże (Pomorze Gdańskie) - dowódca Stefan Kwiatkowski "Rudy".
Struktury Okręgu I Pomorze została ostatecznie rozbite w kwietniu 1946 roku.

## Komendanci okręgu
- kpt. Lech Neyman "Domarat Lech"[2]
- kpt./mjr Edward Kemnitz "Marcin" (kwiecień -lipiec 1945)